# Ryūsei no kizuna

Ryūsei no kizuna (流星の絆) est une série télévisée japonaise (ou drama) mise en onde en 2008.
Cette série de drame et de suspense est inspirée d'un célèbre roman de Keigo Higashino qui est aussi l'auteur de Galileo et Byakuyakō.

## Synopsis
Ryūsei no kizuna raconte l'histoire de trois orphelins, dont les parents ont été assassinés il y a longtemps. Placés dans un centre d'accueil, ils font le vœu sous une étoile filante de venger leurs parents.
Après plusieurs années, alors que la police n'a toujours aucune piste et que l'affaire est sur le point d'être classée, les Ariake finissent par retrouver le meurtrier. Mais il se trouve qu'ils connaissaient déjà son fils, notamment Shizuna.

## Personnages
- Kazunari Ninomiya dans le rôle de Koichi Ariake
- Ryō Nishikido dans le rôle de Taisuke Ariake
- Erika Toda dans le rôle de Shizuna Ariake